# Учебные корабли проекта 888
Учебные корабли проекта 888 «Лабадж» — серия специализированных учебных кораблей, построенных на польских верфях в 1975—1977 годах для прохождения морской практики курсантами Военно-Морских училищ ВМФ СССР, ГДР и ПНР. Всего построено 5 кораблей

## Представители проекта
| Наименование         | Заводской № | Заложен | Спущен на воду | Вступил в строй | Статус                                                      |
| -------------------- | ----------- | ------- | -------------- | --------------- | ----------------------------------------------------------- |
| «Луга»               |             |         | 27.11.1976     | 31.03.1977      | Входило в состав БФ, списано в 2005 году                    |
| «Ока»                |             |         | 7.01.1977      | 24.05.1977      | В составе ВМС Азербайджана, в строю                         |
| «Вильгельм Пик S-61» | 888/N3      |         | 5.02.1976      | 22.06.1976      | Входил в состав ВМС ГДР. Списан 1.07.1996                   |
| «Водник»             | 888/1       |         | 29.11.1975     | 28.05.1976      | Входит в состав ВМС Польши, борт. № 251.                    |
| «Грыф»               | 888/2       |         | 13.03.1976     | 26.09.1976      | Входил в состав ВМС Польши, борт. № 251. Списан 31.05.2005. |

Итого:
ВМФ СССР (ВМФ РФ) — 2 единицы (перешли в состав ВМС РФ — 1 и ВМС Азербайджана — 1).
ГДР — 1 единица
Польша — 2 единицы

## Вооружение
«Ока» — в 1992 году передана Азербайджану и переоборудована в корабль управления Т-710. Установлено вооружение — 1х2 37 мм В-11М, 2х2 25 мм 2М-3М.
«Водник» и «Грыф» несли вооружение — 2х2 30 мм АК-230 — СУ МР-104 «Рысь» (на 251 затем 1 АК-230 снят), 2х2 25 мм 2М-3М (в 1985 заменены на 2х2 23 мм ZU-23-2М «Врубель-I»), 2х1 45 мм 21КМ, НРЛС SRN, аппаратура госопознавания «Нихром-РР».